# Józef Ziemba (sierżant)
Józef Ziemba (ur. 28 lutego 1896 w Płazówce, zm. ?) – sierżant Wojska Polskiego, kawaler Orderu Virtuti Militari.

## Życiorys
Urodził się 28 lutego 1896 we wsi Płazówka, w ówczesnym powiecie kolbuszowskim Królestwa Galicji i Lodomerii, w rodzinie Adama. W czasie I wojny światowej walczył w szeregach 2 Pułku Piechoty Legionów Polskich. W latach 30. XX wieku pracował jako urzędnik pocztowy w Chodlu.

## Ordery i odznaczenia
- Krzyż Srebrny Orderu Wojskowego Virtuti Militari nr 7291 (17 maja 1922)[2][3]
- Krzyż Niepodległości (17 marca 1932)[4]
- Odznaka Pamiątkowa Więźniów Ideowych[1]